# Escape (film, 1940)
Pour les articles homonymes, voir Escape.
Pour plus de détails, voir Fiche technique et Distribution.
Escape est un film américain en noir et blanc réalisé par Mervyn LeRoy, sorti en 1940.

## Synopsis
En 1938, le fils d'une célèbre actrice allemande part à la recherche de cette dernière en Allemagne où il devra faire face aux nazis. 

## Fiche technique
- Titre original : Escape
- Réalisation : Mervyn LeRoy
- Scénario : Arch Oboler et Marguerite Roberts d'après le roman Escape de Grace Zaring Stone
- Producteur : Mervyn LeRoy et Lawrence Weingarten (non crédités)
- Société de production  et de distribution : Metro-Goldwyn-Mayer
- Musique : Franz Waxman (non crédité)
- Photographie : Robert H. Planck
- Montage : George Boemler
- Direction artistique: Cedric Gibbons
- Décorateur de plateau : Robert Priestley et Jack D. Moore (non crédité)
- Costumes : Adrian et Gile Steele
- Pays d'origine : États-Unis
- Format : noir et blanc - 35 mm - 1,37:1 - Son : Mono (Western Electric Sound System)
- Genre : Drame
- Durée : 98 min
- Dates de sortie : 
  - États-Unis : 31 octobre 1940 (première)
  - États-Unis : 1er novembre 1940 (sortie nationale)
  - France : 2 janvier 1948

## Distribution
- Norma Shearer : Comtesse Ruby von Treck
- Robert Taylor : Mark Preysing
- Conrad Veidt : Général Kurt von Kolb
- Alla Nazimova : Emmy Ritter
- Felix Bressart : Fritz Keller
- Philip Dorn : Dr Berthold Ditten
- Albert Bassermann : Dr. Arthur Henning
- Edgar Barrier : le commissaire de police
- Bonita Granville : Ursula
- Elsa Bassermann : Mme Henning
- Blanche Yurka : l'infirmière-surveillante
- Lisa Golm : Anna
- Wolfgang Zilzer : un employé de guichet